# Republica weatbrooki
Republica weatbrooki (лат.) — вид вымерших стрекоз, живших на территории США во времена эоцена (49—47 млн лет назад). Единственный вид в роде Republica из семейства Ложнокрасотки (Euphaeidae). Северная Америка.

## Этимология
Видовое название R. weatbrooki дано в честь Алекса Уитбрука, обнаружившего голотип в 2006 году и предоставившего его для исследования. Название рода  Republica происходит от названия города Репаблик (штат Вашингтон, США).

## История изучения
Голотип SR 06-59-08, представляющий из себя отпечаток крыла, был обнаружен в 2006 году в отложениях геологической формации Клондайк Маунтин, которую датируют верхним ипрским ярусом (юго-восток плато Okanagan Highlands, Republic, штат Вашингтон, США). Вид назвали и описали в 2021 году канадские энтомологи Брюс Арчибальд и Роберт Каннингс (Royal BC Museum, Виктория, Британская Колумбия, Канада).

## Описание
Крылья узкие, достигали 40 мм в длину и 10 мм в ширину у середины; ширина основания крыла 14 мм, птеростигма в 33,3 мм от основания. Костальное пространство дистальнее птеростигмы шириной не более трёх ячеек; в первом ряду не менее 28 антенодальных поперечных жилок; оба ряда антенодальных и постантенодальных поперечных жилок с многочисленными ветвлениями, некоторые соединены горизонтальными поперечными жилками. Включён в состав трибы Eodichromatini (Eodichromatinae), где сходен с родами Eodichroma, Parazacallites, Labandeiraia, Solveigia, Ejerslevia и Wolfgangeuphaea.